# Iodure de méthylmagnésium
L'iodure de méthylmagnésium est un composé chimique de formule CH3MgI. Cet halogénure organomagnésien est un réactif de Grignard disponible commercialement en solution dans l'éther diéthylique. Il est utilisé en synthèse organique pour introduire le synthon méthyle –CH3, bien qu'il ait été quelque peu supplanté dans cet usage par le méthyllithium CH3Li. Il a néanmoins fait l'objet de recherches pour diverses applications,,.
Il peut être obtenu en faisant réagir de l'iodométhane CH3I dissous dans l'éther avec du magnésium métallique Mg :
CH3I + Mg ⟶ CH3MgI.